# وحدة فالانس الحضرية (دروم)
وحدة فالانس الحضرية، هي وحدة حضرية فرنسية تتمركز حول مدينة فالانس، عاصمة وأكبر مدن إقليم دروم. تُصنف هذه الوحدة ضمن فئة التجمعات الحضرية الكبيرة في فرنسا، أي التي تضم أكثر من 100,000 نسمة.

## البيانات العامة
في عام 2010، بحسب المعهد الوطني للإحصاء والدراسات الاقتصادية (Insee)، كانت الوحدة الحضرية لفالانس وحدة حضرية عابرة للإقاليم، مكونة من 10 بلديات، تقع سبع منها في إقليم دروم ومقاطعة فالانس، وثلاث في إقليم أرديش ومقاطعة تورنون سور رون. بلغ عدد سكانها 132,295 نسمة، مما يجعلها تحتل المرتبة الثامنة في منطقة أوفيرني رون ألب.